# Harvest (TOKIOのアルバム)
『Harvest』（ハーヴェスト）は、2006年10月18日にユニバーサル・ミュージックよりリリースされたTOKIOの10作目のアルバム。

## 解説
前作『ACT II』より1年8ヶ月ぶりにリリースされたオリジナルアルバムである。
DVDシングルとしてリリースされた「僕の恋愛事情と台所事情」がCDに初収録となった。この曲をはじめ、フジテレビ系メントレGでの企画である"エンディングテーマ・プロジェクト"でメンバーが制作した曲も収録されている。
2009年6月24日にジェイ・ストームより通常盤仕様として再発売。これに合わせてユニバーサルより発売されたオリジナル盤は初回・通常盤とも廃盤となった。

## 収録曲

### CD
※シングル曲の詳細はそのページを参照。
1. Cadence
作曲・作詞・編曲:HIKARI
2. 明日を目指して!
作詞・作曲:長瀬智也 編曲:長瀬智也&船山基紀
  - 32ndシングル
3. Get Your Dream
作詞:TAKESHI 作曲:TSUKASA 編曲:KAZZ
  - 34thシングル
4. 宙船（そらふね）
作詞・作曲：中島みゆき 編曲:船山基紀
  - 35thシングルの1曲目
5. undid
作詞:城島茂 作曲:国分太一 編曲:HIKARI
6. The one to me
作詞:白井裕紀、新美香 作曲・編曲:山原一浩
7. YOUR ANSWER
作詞:OTOKI 作曲:MABO 編曲：MABO&山原一浩
8. 僕の恋愛事情と台所事情
作詞・作曲:城島茂 編曲:吉岡たく Co-arrange:村田陽一
  - DVDシングル

今作でCD初収録。
9. HAPPY BIRTHDAY
作詞・作曲:MABO 編曲:MABO&KAM
10. Mr.Traveling Man
作詞・作曲:清水昭男 編曲:佐久間正英
  - 33rdシングル
11. うたにしちゃいました
作詞・作曲・編曲:国分太一
  - フジテレビ系「メントレG」テーマソング
12. グルメファイター!
作詞・作曲・編曲:長瀬智也
  - フジテレビ系「メントレG」テーマソング
13. No More Bet
作詞・作曲:MABO 編曲:MABO&山原一浩
  - フジテレビ系「メントレG」テーマソング
14. Starving Man
作詞・作曲:山口達也 編曲:山口達也&KAM
  - フジテレビ系「メントレG」テーマソング
15. SONIC DRIVE!
作詞・作曲・編曲:長瀬智也
16. do! do! do!
作詞・作曲:TAKESHI 編曲:3-5-2
  - 35thシングルの2曲目
17. イメージ
作詞・作曲・編曲:長瀬智也

### 特典CD
※通常盤初回プレスのみ
1. Mr.Traveling Man（#2）
編曲:佐久間正英&KAM
  - 33rdシングルの別アレンジ、新録バージョン

原曲とは異なり、松岡の歌い出しから始まる。
2. 宙船（Orchestra version）
編曲:佐藤泰将
  - 35thシングルの1曲目のオーケストラバージョン

### DVD
※初回盤のみ
1. ジャケット撮影ドキュメント映像

## 映像作品
Cadence
- TOKIO 20th Anniversary Live Tour HEART

undid
- OVER/PLUS

SONIC DRIVE!
- OVER/PLUS
- TOKIO LIVE TOUR 1718
- TOKIO 20th Anniversary Live Tour HEART